# Theodor Mortensen
Ole Theodor Jensen Mortensen, ook als Theodor Mortensen (Harløse bij Hillerød, 22 februari 1868 – Frederiksberg, 3 april 1952) was een Deens onderzoeker en curator van het Zoologisk Museum in Kopenhagen. Hij was gespecialiseerd in zee-egels (Echinoidea) en bezorgde het museum een enorme collectie mariene organismen. Hij verzamelde met name veel zee-egelsoorten tijdens zijn expedities tussen 1899 en 1930.

## Levensschets
Mortensen werd geboren in Harløse bij Hillerød als zoon van een schoolmeester. Hij volgde zijn middelbare school in Frederiksberg. Tussen 1885 en 1890 studeerde hij theologie, vermoedelijk vooral om zijn familie te plezieren, maar daarna stortte hij zich op de zoölogie. Hij was in 1894 voor een jaar assistent van Johann Wilhelm Spengel bij het zoölogisch instituut in Gießen, waar hij werkte aan de bestudering van larven van stekelhuidigen die bij de Duitse "Plankton Expedition" van 1889 waren verzameld. In 1895 haalde hij zijn mastergraad. Van 1895 tot 1897 werkte hij als assistent aan het "Dansk biologisk Station" (een marien biologisch station in Kopenhagen). In 1897 verdedigde hij zijn proefschrift "Systematiske Studier over Echinodermlarver" voor de graad van doctor. Hij was zoölogisch leider van de Deense Siam-expeditie van 1899-1900. Van 1902 tot 1910 was hij als assistent verbonden aan het Zoölogisch Laboratorium (de studiecollectie) van de Universiteit van Kopenhagen. In die periode bezocht hij Deens-West-Indië (1905-1906) voor een verzamelreis. Van 1910 tot 1917 was hij assistent bij het Zoologisk Museum. Tijdens de Eerste Wereldoorlog maakte hij een uitgebreide verzamelreis in het Pacifisch gebied, waarbij hij de Filipijnen, Japan, Australië, Nieuw-Zeeland, de Aucklandeilanden, Hawaï, Nanaimo, La Jolla, Panama en Trinidad aandeed. De trip staat bekend als "Dr. Th. Mortensen's Pacific Expedition, 1914-16," en gaf aanleiding tot tal van wetenschappelijke publicaties, van zijn eigen hand en die van andere specialisten; bij zijn overlijden in 1952 stond de teller op 76. In 1917 werd hij ten slotte curator van de afdeling evertebraten van het museum, een functie die hij tot 1933 hield. Hij was de leider van de Deense expeditie naar de Kei-eilanden in 1922, uitgerust door het Rask-Ørsted Fondet in Kopenhagen. Na in 1929 het "Fourth Pacific Science Congress" op Java te hebben bezocht, keerde hij terug via Mauritius, Zuid-Afrika, Sint-Helena en de Canarische Eilanden, een tocht die hij opnieuw benutte om uitgebreid te verzamelen.
Zijn wetenschappelijk werkterrein betrof vooral de stekelhuidigen, en door een aanzienlijk aantal rijk met zijn eigen tekeningen geïllustreerde publicaties, waaronder die over de Echinoidea van de Ingolf-expeditie, de Echinoidea van Siam, studies over de ontwikkeling van zeelelies, en de ontwikkeling en larvale vormen van stekelhuidigen, kreeg hij al snel een internationale reputatie als een van de toonaangevende onderzoekers op dit gebied. Van 1928 tot 1951 verscheen zijn magnum opus, "A Monograph of the Echinoidea", een werk in zestien banden dat nog altijd als standaardwerk over de zee-egels geldt.
Mortensen was een prominente verzamelaar, met een buitengewoon goede kennis van de Deense mariene fauna, maar ook tijdens zijn reizen naar vele buitenlanden bleek hij te beschikken over groot talent om rijke collecties naar huis te kunnen sturen.
Hij was bestuurslid van de "Naturhistoriske Forening i Kjöbenhavn" en van 1899 tot 1913 redacteur van het tijdschrift "Videnskabelige Meddelelser fra den naturhistoriske Forening i Kjöbenhavn." In 1916 startte hij de uitgifte van "Danmarks Fauna," een serie handboeken waarvan hij tot 1913 de redactie deed. Zijn eigen deel, over de stekelhuidigen, verscheen in 1924 en werd vervolgens naar het Engels vertaald en uitgebreid tot "Handbook of the echinoderms of the British Isles" (1927).
Vanaf 1906 was hij corresponderend lid van de Zoological Society of London. In 1929 werd hij buitenlands lid van de Linnean Society of London. Hij werd in 1944 verkozen als buitenlands lid van de Academie van Wetenschappen in Stockholm, en werd in 1951 bekroond met de Linnean Medal.

## Publicaties
| 1893.                                    | Über Ophiopus arcticus (Ljungman), eine Ophiure mit rudimentären Bursae. Zeitschrift für wissenschaftliche Zoologie 56(3): 506-528. BHL |
| 1894.                                    | Zur Anatomie und Entwicklung der Cucumaria glacialis (Ljungman). Zeitschrift für wissenschaftliche Zoologie 57: 704-732. BHL |
| 1897.                                    | Undersøgelser over vor almindelige Rejes (Palaemon fabricii Rtk.) Biologi og Udviklingshistorie samt Bemaerkninger om Rejefiskeriet i de danske Farvande. Videnskabelige Undersøgelser paa Fiskeriernes Omraade, udgivet af Dansk Fiskeriforening 1: 1-72. |
| -                                        | Systematiske Studier over Echinodermlarver. Videnskabelige Meddelelser fra den naturhistoriske Forening i Kjöbenhavn 50: 1-168. BHL |
| 1899.                                    | met C.F. Lütken. Reports on an exploration off the west coasts of Mexico, Central and Southern America and off the Galapagos Islands. XXV. The Ophiuridae. Memoirs of the Museum of Comparative Zoölogy at Harvard College 23(2): 97-208. BHL |
| 1900.                                    | Die Echinodermen-Larven. Nordisches Plankton 9: 1-30. |
| 1903.                                    | Chaetodiadema granulatum n.g., n.sp., a new diadematid from the Gulf of Siam. Videnskabelige Meddelelser fra den naturhistoriske Forening i Kjöbenhavn 55: 1-4. BHL |
| -                                        | Echinoderms from East Greenland. Meddelelser om Grønland 29(2): 63-91. BHL |
| -                                        | Lissodiadema. Nouveau genre de Diadematides. Revue Suisse de Zoologie 11: 393-398. BHL |
| -                                        | Echinoidea, pt. 1. The Danish Ingolf-Expedition 1895-1896 4(1): 1-193, pl. 1-21. BHL |
| 1904.                                    | The Danish Expedition to Siam 1899-1900. II. Echinoidea (1). Det Kongelige Danske videnskabernes Selskabs Skrifter ser. 7, 1: 1-124. BHL |
| -                                        | On some Echinothurids from Japan and the Indian Ocean. Annals and Magazine of Natural History ser. 7, 14: 81-93, pl. 1-5. BHL |
| 1905.                                    | Some new species of Echinoidea. Videnskabelige Meddelelser fra den naturhistoriske Forening i Kjöbenhavn 57: 241-243. BHL |
| 1907.                                    | Echinoidea, pt. 2. The Danish Ingolf-Expedition 1895-1896 4(2): 1-200, pl. 1-19. BHL |
| 1909.                                    | Die Echinoiden der Deutschen Südpolar-Expedition 1901-1903. in: E. von Drygalski (ed.) Deutsche Südpolar-Expedition 1901-1903 11(1): 1-114. BHL |
| 1910.                                    | Arbaciella elegans. Eine neue Echiniden-Gattung aus der Familie Arbaciidae. Mitteilungen aus dem Naturhistorischen Museum in Hamburg 27: 327-334. BHL |
| -                                        | Echinological notes. I. On the Cystacanths. II. A new principle of classification. Videnskabelige Meddelelser fra den naturhistoriske Forening i Kjöbenhavn 62: 19-34. BHL |
| -                                        | Microphiura decipiens n.g. n.sp. A remarkable new West Indian Ophiurid. Videnskabelige Meddelelser fra den naturhistoriske Forening i Kjöbenhavn 62: 203-209. BHL |
| -                                        | Tjalfiella tristoma n.g. n.sp. A sessile Ctenophore from Greenland. Priliminary notice. Videnskabelige Meddelelser fra den naturhistoriske Forening i Kjöbenhavn 62: 249-253. BHL |
| -                                        | On some West Indian echinoids. Bulletin of the United States National Museum 74: 1-31. BHL |
| -                                        | The Echinoidea of the Swedish South Polar Expedition. Wissenschaftliche Ergebnisse der Schwedischen Südpolar Expedition 1901-1903 6(4): 1-114. BHL |
| -                                        | On some points in the nomenclature of Echinoids. Annals and Magazine of Natural History ser. 8, 5: 117-125. BHL |
| 1911.                                    | Astroclon suensoni n.sp. A new East Asiatic Euryalid. Videnskabelige Meddelelser fra den naturhistoriske Forening i Kjöbenhavn 63: 209-211. BHL |
| 1912.                                    | Astrochalcis micropus n.sp. A new Euryalid from the Philippines. Priliminary notice. Videnskabelige Meddelelser fra den naturhistoriske Forening i Kjöbenhavn 63: 257-259. BHL |
| 1913.                                    | Die Echinoiden des Mittelmeeres. Eine revidierte Übersicht der im Mittelmeere lebenden Echiniden, mit Bemerkungen über neue oder weniger bekannte Formen. Mittheilungen aus der Zoologischen Station zu Neapel 21(1): 1-39. BHL |
| -                                        | On the alleged primitive ophiuroid Ophioteresis elegans Bell, with description of a new species of Ophiothela. Mindeskrift i Anledning af hundredaaret for Japetus Steenstrups Fødsel 10: 1-18. BHL |
| -                                        | Some new echinoderms from Greenland. Videnskabelige Meddelelser fra Dansk naturhistorisk Forening i København 66: 37-43. BHL |
| -                                        | Die Echinodermenlarven der Deutschen Südpolar-Expedition 1901-1903. in: E. von Drygalski (ed.) Deutsche Südpolar-Expedition 1901-1903 Band 14(1): 67-111. BHL |
| 1917.                                    | Notocrinus virilis n.g., n.sp. a new viviparous Crinoid from the Antarctic Sea. Preliminary notice. Videnskabelige Meddelelser fra Dansk naturhistorisk Forening i København 68: 205-208. BHL |
| 1918.                                    | met K. Stephensen. Papers from Dr. Th. Mortensen's Pacific Expedition 1914-16. 2. On a gall-producing parasitic Copepod, infesting an Ophiurid. Videnskabelige Meddelelser fra Dansk naturhistorisk Forening i København 69: 263-267. BHL |
| -                                        | Results of Dr. E. Mjöbergs Swedish scientific expeditions to Australia 1910-1913. 21. Echinoidea. Kungliga Svenska Vetenskapsakademiens Handlingar Ny Foljd, 58(9): 1-22. BHL |
| -                                        | The Crinoidea of the Swedish Antarctic Expedition. Wissenschaftliche Ergebnisse der Schwedischen Südpolar Expedition 1901-1903 6(8): 1–23, pl. 1-5. BHL |
| 1920.                                    | Notes on the development and the larval forms of some Scandinavian Echinoderms. Videnskabelige Meddelelser fra Dansk naturhistorisk Forening i København 71: 133-160. BHL |
| -                                        | Notes on some Scandinavian Echinoderms with descriptions of two new Ophiuroids. Videnskabelige Meddelelser fra Dansk naturhistorisk Forening i København 72: 45-79. BHL |
| 1921.                                    | Echinoderms of New Zealand and the Auckland-Campbell Islands. I. Echinoidea. Papers from Dr. Th. Mortensen's Pacific Expedition 1914-1916. 8. Videnskabelige Meddelelser fra Dansk naturhistorisk Forening i København 73: 139-198. BHL |
| -                                        | Studies of the development and larval forms of Echinoderms. 1-261. BHL |
| 1923.                                    | The Danish Expedition to the Kei Islands 1922. Videnskabelige Meddelelser fra Dansk naturhistorisk Forening i København 76: 55-99. BHL |
| 1924.                                    | Echinoderms of New Zealand and the Auckland-Campbell Islands. II. Ophiuroidea. Papers from Dr Th. Mortensen's Pacific Expedition 1914-16. 20. Videnskabelige Meddelelser fra Dansk naturhistorisk Forening i København 77: 91-177, pl. 3-4. BHL |
| -                                        | Observations on some echinoderms from the Trondhjem fjord. Det Kongelige Norske Videnskabers Selskabs Skrifter 1923(3): 1-22. |
| 1925.                                    | An apparatus for catching the micro-fauna of the sea-bottom. Videnskabelige Meddelelser fra Dansk naturhistorisk Forening i København 80: 445-451 |
| -                                        | Echinodermes du Maroc et de Mauritanie. Bulletin de la société des sciences naturelles du Maroc 5(4-5): 178-187. CSIC |
| -                                        | On a small collection of echinoderms from the Antarctic Sea. Arkiv för Zoologi 17A(31): 1-12. |
| -                                        | On some echinoderms from South Africa. Annals and Magazine of Natural History ser. 9, 16: 146-154. |
| -                                        | Echinoderms of New Zealand and the Auckland-Campbell Islands. III-V. Asteroidea, Holothuroidea and Crinoidea. Papers from Dr. Th. Mortensen’s Pacific Expedition 1914-16. 29. Videnskabelige Meddelelser fra Dansk naturhistorisk Forening i København 79: 261-420. pdf |
| 1926.                                    | A New West Indian Cidarid. University of Iowa Studies in Natural History 11: 5-8. |
| -                                        | Cambridge Expedition to the Suez Canal in 1924. 6. Report on the Echinoderms. Transactions of the Zoological Society London 22: 117-131. |
| 1927.                                    | A New Species of the Genus Echinarachnius from Japan. Annotationes Zoologicae Japonenses 11: 195-201. |
| -                                        | Contributions to the Biology of the Philippine Archipelago and adjacent regions. Report on the Echinoidea collected by the United States fisheries streamer "Albatross" during the Philippine Expedition, 1907-1910. Part 1. The Cidaridae. Bulletin of the United States National Museum 100(6, 4): 243-312, pl. 48-80. BHL |
| -                                        | Handbook of the echinoderms of the British Isles: 1-471. BHL |
| -                                        | Sur les échinides recueillis par l'expedition du Travailleur et du Talisman. Nouvelles Archives du Museum d'Histoire Naturelle ser. 6, 2: 21-34. |
| 1928.                                    | met I. Lieberkind. Echinoderma. Die Tierwelt der Nord- und Ostsee 12(8). Akademische Verlagsgesellschaft: Leipzig, Duitsland, 128 pp. |
| -                                        | New Cidaridae. Preliminary Notice. Papers from Dr. Th. Mortensen's Pacific Expedition 1914-16. 44. Videnskabelige Meddelelser fra Dansk naturhistorisk Forening i København 85: 65-74. |
| 1930.                                    | Moira lachesinella nom. nov. A correction. Videnskabelige Meddelelser fra Dansk naturhistorisk Forening i København 90: 45. |
| -                                        | Some new Japanese echinoids. Annotationes Zoologicae Japonenses 12: 387-402. |
| 1931.                                    | Echinodermata. Faune des colonies francaises 4: 590-596. |
| 1932.                                    | Ctenophora from the "Michael Sars" North Atlantic deep-sea expedition 1910. Reports of the "Michael Sars" North Atlantic deep-sea expedition 1910 3: 1-9. |
| -                                        | New Contributions to the Knowledge of the Cidarids I: Notes on Some Recent Cidarids. Det Kongelige Danske videnskabernes Selskabs Skrifter, Naturvidenskabelig og matematisk Afdeling 9: 145-174. |
| -                                        | On the Salenidae of the Upper Cretaceous Deposits of Scania, Southern Sweden. Geologika Föreningens i Stockholm Förhandlingar 54: 471-497. |
| -                                        | The Godthaab Expedition 1928 Echinoderms. Meddelelser om Grønland 79(2): 1-62, pl. 1. |
| -                                        | Über den angeblichen Kieselschwamm Microcordyla asteriae Zirpolo. Zoologischer Anzeiger 97: 197. |
| 1933.                                    | On an extraordinary Ophiurid, Ophiocanops fugiens Koehler. With remarks on Astrogymnotes, Ophiopteron, and on an albino Ophiocoma. Videnskabelige Meddelelser fra Dansk naturhistorisk Forening i København 93: 1-22. |
| -                                        | Biological observations on Ophiurids, with descriptions of two new genera and four new species. Papers from Dr. Th. Mortensen's Pacific Expedition 1914-16. 63. Videnskabelige Meddelelser fra Dansk naturhistorisk Forening i København 93: 171-195. |
| -                                        | Echinoderms of South Africa (Asteroidea and Ophiuroidea). Papers from Dr. Th. Mortensen's Pacific Expedition 1914-16. 65. Videnskabelige Meddelelser fra Dansk naturhistorisk Forening i København 93: 215-400. |
| -                                        | Ophiuroidea. The Danish Ingolf Expedition 4(8): 1-121, pl. 1-3. BHL |
| -                                        | The echinoderms of St. Helena (Other than crinoids). Papers from Dr. Th. Mortensen's Pacific Expedition 1914-16. 66. Videnskabelige Meddelelser fra Dansk naturhistorisk Forening i København 93: 401-473. |
| -                                        | Studies of Indo-Pacific Euryalids. Videnskabelige Meddelelser fra Dansk naturhistorisk Forening i København 96(2): 1-75. |
| 1934.                                    | Echinoderms of Hong Kong. Hong Kong Naturalist Suppl. 3: 3-14, 8 pls. |
| -                                        | New Echinoidea. Preliminary Notice. Videnskabelige Meddelelser fra Dansk naturhistorisk Forening i København 98: 161-167. |
| -                                        | Notes on some fossil Echinoids. Geological Magazine 71: 393-407. |
| 1935.                                    | A new giant sea-star, Mithrodia gigas n.sp. from South Africa. Annals of the South African Museum 32: 1-4. |
| 1936.                                    | Echinoidea and Ophiuroidea. Discovery Reports 12: 199-348, pls. 1-9. BHL |
| 1937.                                    | Phyllacanthus forcipulatus, sp. nov. a New Cidarid from the Indian Ocean. Records of the Indian Museum (Calcutta) 38: 307-309. |
| -                                        | Some Echinoderm Remains from the Jurassic of Württemberg. Det Kongelige Danske videnskabernes Selskabs Skrifter, Biologiske Meddelelser 13: 1-28. |
| 1938.                                    | Contributions to the study of the development and larval forms of Echinoderms. IV. Det Kongelige Danske videnskabernes Selskabs Skrifter, Naturvidenskabelig og mathematisk Afdeling. 9, series VII, no. 3: 1-59, 30 figs, 12 pls. |
| 1939.                                    | met J. Mercier. Remarques sur le genre Jacquiertia. Bulletin de la Société Linnéenne de Normandie 9: 58-61. |
| -                                        | New Echinoida (Aulodonta). Preliminary Notice. Videnskabelige Meddelelser fra Dansk naturhistorisk Forening i København 103: 547-550. |
| -                                        | Report on the Echinoidea of the Murray Expedition. Part I. The John Murray Expedition 1933-34. Scientific Reports 6(1): 1-28. |
| -                                        | Two New Deep-sea Echinoderms from the Red Sea. Publications of the Marine Biological Station Ghardaqa (Red Sea) (Cairo) 1: 37-46. |
| 1940.                                    | Echinoderms from the Iranian Gulf. Asteroidea, Ophiuroidea, and Echinoidea. Danish Scientific Investigations in Iran Part 2, 55-112, pl. 1-2. |
| -                                        | Contributions to the Biology of the Philippine Archipelago and adjacent regions. Report on the Echinoidea collected by the United States fisheries streamer "Albatross" during the Philippine Expedition, 1907-1910. Part 2. The Echinothuriidae, Saleniidae, Arbaciidae, Aspidodiadematidae, Micropygidae, Diadematidae, Pedinidae, Temnopleuridae, Toxopneustidae, and Echinometridae. Bulletin of the United States National Museum 100(14, 1): 1-52. BHL                                             |
| 1941.                                    | Echinoderms of Tristan de Cunha. Results of the Norwegian Scientific Expedition to Tristan da Cunha 1937-38 7: 1-10. |
| 1942.                                    | New Echinoidea (Camarodonta). Preliminary notice. Videnskabelige Meddelelser fra Dansk naturhistorisk Forening i København 106: 225-232. |
| 1948.                                    | Contributions to the Biology of the Philippine Archipelago and adjacent regions. Report on the Echinoidea collected by the United States Fisheries Steamer "Albatross" during the Philippine Expedition, 1907-1910. Part 3: The Echinoneidae, Echinolampidae, Clypeastridae, Arachnidae, Laganidae, Fibulariidae, Urechinidae, Echinocorythidae, Palaeostomatidae, Micrasteridae, Palaepneustidae, Hemiasteridae, and Spatangidae. Bulletin of the United States National Museum 100(14, 3): 93-140. BHL |
| -                                        | New Echinoidea (Cassiduloida, Clypeasteroida). Preliminary notice. Videnskabelige Meddelelser fra Dansk naturhistorisk Forening i København 111: 67-72. |
| -                                        | Report on the Echinoidea of the Murray Expedition. Part II. The John Murray Expedition 1933-34, Scientific Reports 9(1): 1-15. |
| 1950.                                    | Reports of the British Australian New Zealand Antarctic Research Expedition, 1929-1931. Echinoidea. BANZAR Expedition Reports, Series B (Zoology and Botany) 4: 287-310. |
| -                                        | New Echinoidea (Spatangoida). Preliminary notice. Videnskabelige Meddelelser fra Dansk naturhistorisk Forening i København 112: 157-163. |
| 1951.                                    | Report on the Echinoidea collected by the "Atlantide" Expedition. Scientific results of the Danish Expedition to the coasts of tropical West Africa. Atlantide Report 2: 293-303. |
| 1952.                                    | Echinoidea and Ophiuroidea. Reports of the Lund University Chile Expedition 1948-49, 3. Lunds Universitets årsskrift N.F. avd. 2, 47(8): 1-22. |
| 1928-1951. A Monograph of the Echinoidea | |
| 1928.                                    | A Monograph of the Echinoidea. 1. Cidaroidea, 551 pp. |
| 1935.                                    | A Monograph of the Echinoidea. 2. Bothriocidaroida, Melonechinoida, Lepidocentroida, and Stirodonta, 647 pp. |
| 1940.                                    | A Monograph of the Echinoidea. 3, 1. Aulodonta, with Additions to Vol. II (Lepidocentroida and Stirodonta). 370 pp. |
| 1943.                                    | A Monograph of the Echinoidea. 3, 2. Camarodonta. I. Orthopsidae, Glyphocyphidae, Temnopleuridae and Toxopneustidae, 553 pp. |
| -                                        | A Monograph of the Echinoidea. 3, 3. Camarodonta. II. Echinidae, Strongylocentrotidae, Parasaleniidae, Echinometridae. 446 pp. |
| 1948.                                    | A Monograph of the Echinoidea. 4, 1. Holectypoida, Cassiduloida. 371 pp. |
| -                                        | A Monograph of the Echinoidea. 4, 2. Clypeasteroida. Clypeasteridae, Arachnoidae, Fibulariidae, Laganidae and Scutellidae, 471 pp. |
| 1950.                                    | A Monograph of the Echinoidea. 5, 1. Spatangoida I. Protosternata, Meridosternata, Amphisternata I. Palaeopneustidae, Palaeostomatidae, Aëropsidae, Toxasteridae, Micrasteridae, Hemiasteridae, 432 pp. |
| 1951.                                    | A Monograph of the Echinoidea. 5, 2. Spatangoida II. Amphisternata II. Spatangidae, Loveniidae, Pericosmidae, Schizasteridae, Brissidae, 593 pp. |

- Bibsys: 7043683
- Bibliothèque nationale de France: cb129552103 (data)
- CiNii: DA14448885
- Stuttgart Database of Scientific Illustrators 1450–1950: 8896
- Gemeinsame Normdatei: 116935219
- International Standard Name Identifier: 0000 0000 8370 3086
- Library of Congress Control Number: n80017495
- Nationale Bibliotheek van Tsjechië: mub2016902021
- Nationale Bibliotheek van Israël: 987007279695905171
- Nederlandse Thesaurus van Auteursnamen: 147358701
- Réseau des bibliothèques de Suisse occidentale: 02-A003611701
- LIBRIS: 348522
- Système universitaire de documentation: 057038821
- Museum of New Zealand Te Papa Tongarewa: 23039
- Virtual International Authority File: 99145970005932250485
- WorldCat: E39PBJxMjc6QK9R9Y9GwpHcF8C